# Ladislaus Hartl
Ladislaus Hartl (* 20. Juni 1915 in Dirnfellern, Böhmen; † 14. Jänner 2004) war ein österreichischer Politiker (SPÖ) und Textilarbeiter. Er war Bürgermeister von Ebensee, von 1955 bis 1971 Abgeordneter zum Oberösterreichischen Landtag und von 1961 bis 1967 dessen Zweiter Landtagspräsident.

## Leben
Hartl wurde in Dirnfellern, einem Ort in der Pfarre Gutwasser in Böhmen, geboren und übersiedelte mit seinen Eltern nach Ebensee. Er war beruflich als Webereiarbeiter tätig und wurde Betriebsrat der Spinnerei und Weberei Ebensee. Er wirkte zwischen dem 23. Oktober 1955 und dem Jahr 1969 als Bürgermeister der Gemeinde Ebensee und schied nach 14 Jahren im Unfrieden mit den örtlichen SPÖ-Funktionären aus dem Amt. Neben seinem Amt als Bürgermeister war Hartl zwischen dem 19. November 1955 und dem 18. Oktober 1971 Abgeordneter zum Oberösterreichischen Landtag und vom 16. November 1961 bis zum 16. November 1967 dessen Zweiter Landtagspräsident.

## Auszeichnungen
- Großes Goldenes Ehrenzeichen für Verdienste um die Republik Österreich[1] (1968)